# Galeopsis victoriensis
Galeopsis victoriensis är en mossdjursart som först beskrevs av James Barrie Kirkpatrick 1888.  Galeopsis victoriensis ingår i släktet Galeopsis och familjen Celleporidae. Inga underarter finns listade i Catalogue of Life.